# Browningia
Genre
Browningia est un genre de cactus qui comprend 11 espèces connues.
Browningia candelaris pousse dans le désert d'Atacama sur les contreforts des Andes entre 2 500 m et 2 800 m d'altitude. On peut en voir de très beaux spécimens de  sur le bord de la route qui rejoint Arica à Putre au nord du Chili.
Les autres espèces vivent les zones désertiques du Pérou. Browningia caineana a pour origine la Bolivie.

## Étymologie
Nom donné en l'honneur de Webster E. Browning, directeur de l'Instituto Inglès de Santiago du Chili.

## Espèces
- Browningia albiceps F. Ritter
- Browningia altissima (F. Ritter) F. Buxbaum
- Browningia amstutziae (Rauh & Backeberg) Hutchinson ex Krainz
- Browningia caineana (Cardenas) D.R. Hunt
- Browningia candelaris (Meyen) Britton & Rose
- Browningia candelaris ssp. icaensis (F. Ritter) D.R. Hunt
- Browningia chlorocarpa (Kunth) W.T. Marshall
- Browningia columnaris F. Ritter
- Browningia hertlingiana (Backeberg) F. Buxbaum
- Browningia icaensis F. Ritter
- Browningia microsperma (Werdermann & Backeberg) W.T. Marshall
- Browningia pilleifera (F. Ritter) P.C. Hutchinson
- Browningia riosaniensis (Backeberg) G.D. Rowley
- Browningia viridis (Rauh & Backeberg) F. Buxbaum
- etc.

### Synonymes
- Azureocereus Akers & H.Johnson
- Castellanosia Cárdenas
- Gymnocereus Rauh & Backeb.